# Rodokaps

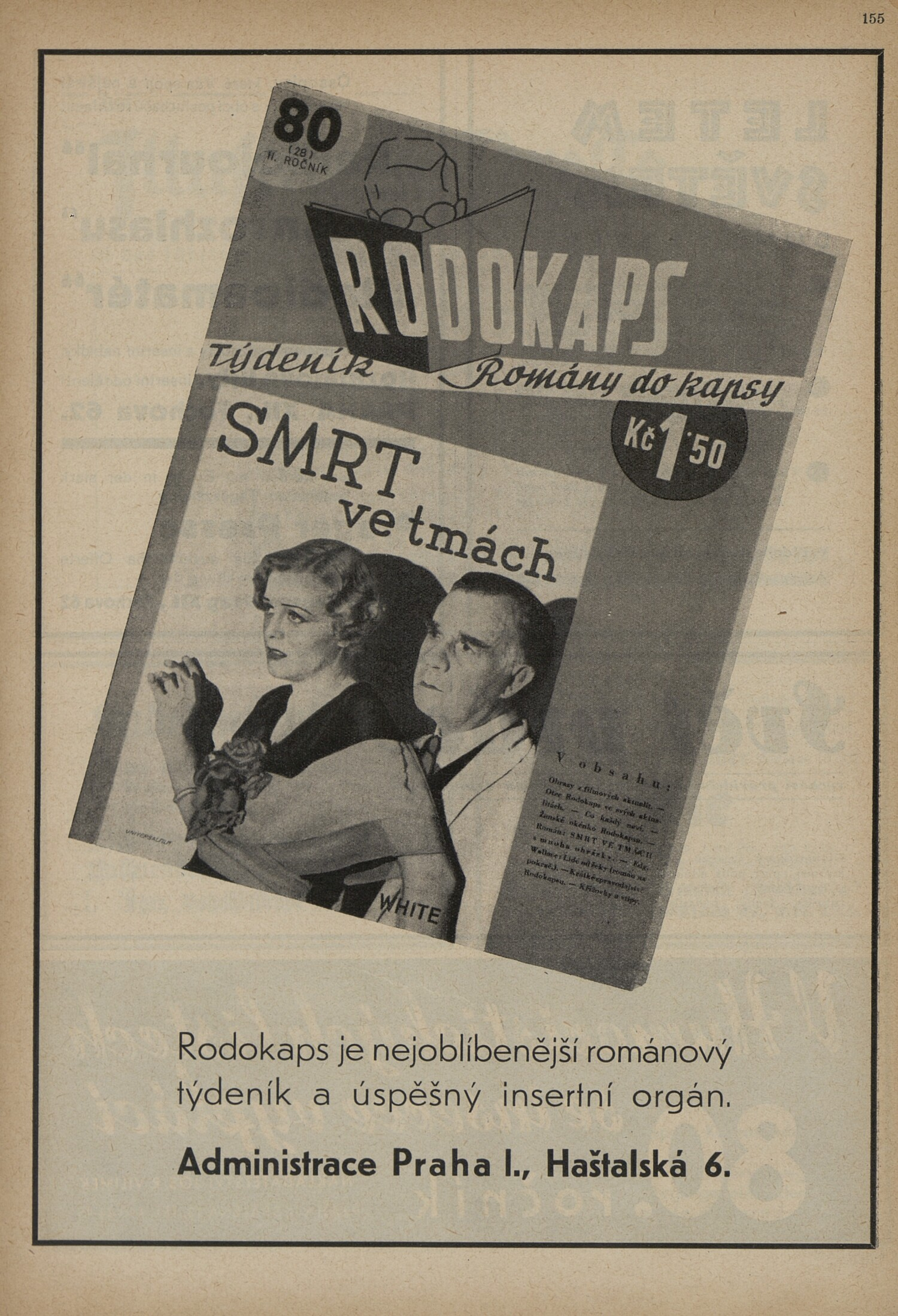
Inzerát časopisu Rodokaps, 1937

Rodokaps je název několika řad dobrodružných sešitových románů, z něhož se apelativizací stalo i obecné označení pro levné dobrodružné čtivo. Slovo vzniklo jako zkratka pro řadu Románů do kapsy.
Typickým znakem rodokapsů byla sešitová forma, lákavá barevná obálka a jednoduchý dobrodružný děj.

## Historie
Edici začal roku 1935 vydávat nakladatel Zdeněk Holfeld. Od čísla 97 je jako týdeník vydávalo nakladatelství Sběratel, přejmenované v roce 1941 na Kvádr (Knihy vynikajících autorů dobrodružných románů). Hlavní náplní sešitu byl román, časopis ale obsahoval další rubriky zajímavostí, fotografií, křížovek a hádanek.
Když bylo v srpnu 1944 vydávání Rodokapsu ukončeno, vyšlo za celé období dohromady 407 sešitů.
Vnější formou (sešit, obálka s ilustrací) se rodokapsům podobala sešitová vydání edice Karavana, která v této podobě vycházela pro dětské čtenáře od roku 1967. Výběrem autorů (např. Frederick Marryat, Jules Verne, Ladislav Mikeš Pařízek a další) i ilustrátorů (především Zdeněk Burian) se však jednalo o edici výrazně ambicioznější.
V edici Rodokaps vydávalo v 90. letech 20. století nakladatelství Ivo Železný reedice některých předválečných dobrodružných románů.